# Joventut Nacionalista Obrera
Joventut Nacionalista Obrera (también conocida como Joventut Valencianista Obrera) fue un grupo político valencianista fundado en mayo de 1921, que tiene la particularidad de ser el primero de los grupos valencianistas cuya base social era obrera y a ella se dirigía. Su presidente fue Josep Cano Marqués y su secretario Eduard Bull. Tuvo una existencia breve y se desconoce si tuvo alguna relación con Joventut Valencianista, con el grupo valencianista coetáneo Joventut Republicana Nacionalista o con su antecesor Joventut Nacionalista Republicana.
Su propósito lo dio a conocer en el Manifest de la Joventut Nacionalista Obrera a tots el obrers valencians ('Manifiesto de la Juventud Nacionalista Obrera a todos los obreros valencianos') que fue editado como hoja volandera que «solo se entregaba a los compañeros nuestros en miseria y esclavitud», según declararon sus dirigentes al diario valencianista La Correspondencia de Valencia (que reprodujo el Manifest en su edición del 25 de mayo de 1921). En el Manifest se pregonaba que, «en la lucha liberadora de nuestra tierra, nosotros, los obreros, hemos de tomar nuestra parte. Como los obreros irlandeses o finlandeses, activos defensores de la independencia de su pueblo esclavizado también, debemos rebelarnos para alcanzar la dignidad de hombres libres [...], que no es la patria nacional, la organización burguesa contraria a nuestra libertad económica, ni nuestro nacionalismo una rémora para llegar a una fórmula internacional de convivencia».
La aparición del grupo fue muy mal recibida por los sectores sociales conservadores valencianos. El diario albista La Voz Valenciana llegó a considerar el manfiesto «un atentado a la ley y una incitación al delito de lesa patria» y a sus signatarios, «que de manera tan clara aspiran a constituir la nación valenciana», «dignos representantes de los nacionalistas catalanes». Acababa pidiendo la intervención del gobernador civil de Valencia alegando que sus firmantes, «sometidos a nuestra Constitución y a nuestras leyes, no pueden impunemente sembrar con tal descaro una semilla atentatoria contra la unidad de la patria». La organización le respondió a través de La Correspondencia de Valencia remarcando lo que la separaba de «Cambó y su pandilla de lligeros, que únicamente defienden sus intereses», en referencia a las posiciones cada vez más derechistas de la Unió Valencianista Regional, muy influida por Cambó.
Parece que la presión tuvo éxito y al poco tiempo la Joventut Nacionalista Obrera despareció. Sin embargo, según Alfons Cucó, «su constitución era un síntoma inequívoco de la penetración de los postulados valencianistas en capas sociales que hasta entonces habían permanecido indiferentes u hostiles».